# Szuba
Szuba – obszerne okrycie wierzchnie, używane na obszarze Rzeczypospolitej w okresie od XV do XVII wieku.
Szuba była robiona z adamaszku bądź sukna. Miała rękawy i futrzany kołnierz. Ponadto podbita była futrem. Charakterystyczne było, iż szuby nie zapinano.